# Monte Pozzo
Il Monte Pozzo è un rilievo delle Alpi Marittime e Prealpi di Nizza alto 569,92 m, collocato in Liguria.

## Geologia
La montagna è costituita in buona parte di rocce calcaree, a tratti fossilifere con presenza di foraminiferi.

## Storia

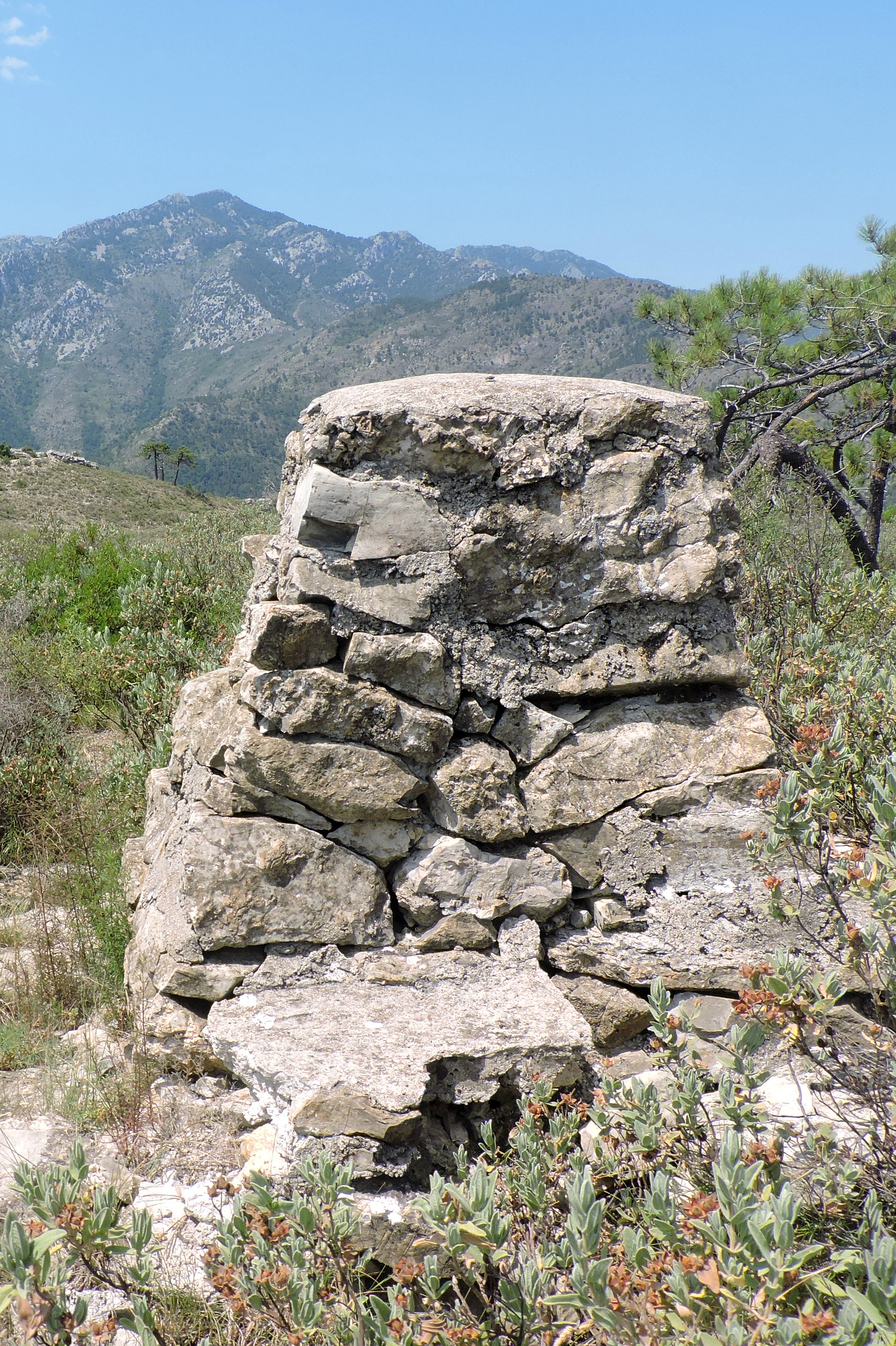
Il pilastrino geodetico sulla cima, sullo sfondo il Grammondo

La zona del Monte Pozzo fu frequentata fin dall'antichità, e sono recentemente state scoperte non lontano dalla cima le vestigia di un castellaro ligure e di alcuni manufatti protostorici.
A nord-est della sommità della montagna, in corrispondenza del Passo dello Strafurcu, transitava un'antica via di comunicazione già citata dai geografi romani. La strada, collegando Varase a Collabassa, permetteva a chi era diretto dal Colle di Tenda alla zona di Ventimiglia di evitare la stretta forra scavata dal fiume Roia nei pressi di Airole, impraticabile fino a che nel 1877 venne realizzata una strada carrozzabile.
Durante gli anni che precedettero la Seconda guerra mondiale il Monte Pozzo fece parte del I Settore Bassa Roja del Vallo Alpino, e vi fu realizzato un caposaldo di tale linea fortificata. La strada militare di servizio alle fortificazioni e alcuni bunker sono tuttora identificabili.

## Descrizione
La montagna è collocata quasi alla fine della lunga dorsale che separa la valle del Roia da quella del Bevera. A nord la sella sulla quale sorge la frazione di Collabassa (Airole) la separa dal resto catena, la quale prosegue poi in direzione di Olivetta San Michele con il Monte Caviglia (550 m). A sud invece la costiera montuosa si abbassa a quota 435 m, poi risale con la Colla di Bevevra fino a 468 m e si esaurisce infine nei pressi del paese di Bevera. Sulla sua cima del Monte Pozzo si trova un pilastrino geodetico con una borchia metallica IGM. La prominenza topografica del Monte Pozzo è di 275 m.

## Accesso alla cima
La salita al Monte Pozzo può avvenire o da Bevera per la vecchia strada militare oppure da Collabassa per un sentiero che ne risale il crinale nord-occidentale.